# Montenegrijnse Communistenbond
De Montenegrijnse Communistenbond (Servo-Kroatisch: Savez Komunista Crne Gore, SKCG, Савез комуниста Црне Горе, СКЦГ) is een Joegoslavische politieke partij en heette tot 1952 de Montenegrijnse Communistische Partij (KPCG). 
De SKCG was een onderdeel van de federale Joegoslavische Communistenbond, de enige toegestane politieke partij in het communistische Joegoslavië. In 1988 dwong een menigte die onder andere bestond uit leden van de Montenegrijnse Jeugdbeweging de voltallige communistische staatsleiding tot aftreden. In 1989 werden er naast de Montenegrijnse Communistenbond andere politieke partijen toegestaan in Montenegro. In 1990 werd de naam van de Montenegrijnse Communistenbond gewijzigd in de Democratische Partij van Montenegrijnse Socialisten (DPSC). Deze DPSC onder leiding van de Montenegrijnse president Momir Bulatović steunde het beleid van Slobodan Milosević, de Servische president, gedurende de jaren 90.

## Eerste secretaris van de KPCG
- Blazo Jovanović - 1943-1952

## Voorzitter van de SKCG
- Blazo Jovanović - 1952-1963
- Djordjije Djoka Pajković - 1963-1968
- Veselin Djuranović - 1968-1977
- Vojo Srzentić - 1977-1982
- Dobrosav-Toro Culafić - 1982-1984
- Vidoje Zarković - 1984
- Marko Orlandić - 1984-1986
- Miljan Radović - 1986-1989
- Veselin Vukotić - 1989
- Milica Pejanović-Djurisić (v) - 1989
- Momir Bulatović - 1989-1990

Voor de bestuursstructuur, zie: Joegoslavische Communistenbond.
Communistenbond van Bosnië en Herzegovina · Kroatische Communistenbond · Macedonische Communistenbond · Montenegrijnse Communistenbond · Servische Communistenbond (Communistenbond van Vojvodina · Kosovaarse Communistenbond) · Bond van Communisten van Slovenië ·
Organisatie van de Communistenbond binnen het Joegoslavische Volksleger